# Mika Ojala
Mika Ojala est un footballeur finlandais, né le 21 juin 1988 à Paimio en Finlande. Il évolue comme milieu offensif au BK Häcken.

## Biographie
Le 9 novembre 2012, il signe pour trois saisons en faveur du club suédois du BK Häcken.

## Palmarès

### En club
Inter Turku
- Championnat de Finlande : 2008
- Coupe de Finlande : 2009
- Coupe de la Ligue de Finlande : 2008

### Individuel
- Meilleur passeur du Championnat de Finlande en 2011 avec 19 passes.